# Казымское княжество
Казымское княжество — хантыйское территориально-родовое объединение в бассейне р. Казым (современные земли Белоярского района Ханты-Мансийского автономного округа). Было зависимым от Сибирского ханства. В 1593 году покорено Русским царством и преобразовано в Казымскую ясачную волость.

## История
Основание восходит к XIV веку. В XVI в. в состав Казымского княжества входили три городка: Казым-вош, который был столицей, Мазан-вош (вблизи устья реки Казым), Кель-Чикар (Кельса-лор-вош), Хуллор-вош (Черикор), Вут-вош и Вангр-вош (в 1580-х годах уже прекратил существование). Казымское княжество подверглось влиянию сибирских татар, сами казымские князья нередко назывались мурзами.
Первое упоминание о княжеской династии Казыма связано с кодским князем Молданом, когда тот в 1483 году боролся против великого княжества Московского. Однако Казымское княжество сохранило независимость. Вероятно, Молдан был родственником казымских князей. В 1499 году после похода московских воевод казымцы признали власть Московского государства, однако в 1500 году вернули себе независимость.
В 1557 году Русское царство обратилось с требованием к казымскому князю Певгею платить ясак в казну. В 1563 году Певгей признал власть Кучума, правителя Сибирского ханства, после поражения последнего в 1582 году от войск Ермака. После наступления в 1585—1586 годах воеводы Ивана Мансурова на северные княжества Югры, в 1586 году князь Сенгеп признал в который раз власть Русского государства, обязался платить ясак в г. Вымь и не противодействовать христианству.
В 1593 году после основания Берёзовского острога, центр княжества, Казым-вош, был захвачен русскими войсками. В результате княжество потеряло свою независимость и стало Казымской ясачной волостью. Однако на главе его продолжали стоять князья или мурзы. С этого времени ясак стали возить в Берёзово, платили 4 сорока (то есть 4 раза по сорок) соболей и 2 чёрные лисицы.
Казымцы поднимали в XVII в. восстания, самым значительным из которых были восстания 1607 года, когда Богдан, сын князя Сенгепа, поддержал восстание князей Василия Обдорского и Шатрова Ляпинского, но был побеждён и казнён; 1663 года, когда казымская знать поддержала попытку обдорского князя Ермака Мамрукова избавиться от гнёта Москвы.
В 1628—1629 годах в бывшем Казымском княжестве насчитывалось 100 ясачних людей. Но влияние казымских остяков распространялось и на соседние племена кунной самояди (лесные ненцы), с которыми у них были торговые связи. Позже русское правительство наложило на казымских князей обязанность собирать дань с этих ненцев.

## Казымские князья
- Певгей (1550-е)
- Сенгеп (1570—1590-е)
- Богдан Сенгепов (?-1607)
- Юван Ладыкин (1607-?)
- Былдан Юванов
- Акша Былданов (?-1663)
- Райдук Акшин (1663—1691)
- Юзор Райдукин (1691-?)
- Дмитрий Юзоров
- Сетанзий Юзоров
- Степан Сетанзиев (1753-?)

## Казым в современности
В 1931—1934 годах проходило Казымское восстание, связанное с большевистскими преобразованиями в жизни коренных народов, проводившимися Казымской культбазой.